# 連接層
数学では、特に代数幾何学や複素多様体の理論では、連接層(れんせつそう、英: coherent sheaf)とは、底空間の幾何学的性質に密接に関連する、扱いやすい性質をもった層のクラスである。
連接層はベクトル束の一般化とみなすことができる。ベクトル束とは違い、連接層のなす圏はアーベル圏となり、核や像、余核などをとる操作が可能である。準連接層(じゅんれんせつそう、英：quasi-coherent sheaf)は連接層における有限性の仮定をはずした一般化で、ランク無限の局所自由層を含んでいる。
代数幾何学や複素解析の多くの結果や性質が、連接層、準連接層やそれらのコホモロジーのことばで定式化される。

## 定義
環付き空間 (X, OX) の上 OX-加群の層 F が連接層であるとは、次の性質をもつ場合をいう。
1. F は、OX 上有限型である。つまり、X の任意の点 x について、開近傍 U が存在して、F の U への制限 F|U が、有限個の切断により生成される[2]。（言い換えると、全射 OXn|U → F|U がある自然数 n に対し存在する。）
2. 任意の X の開集合 U、自然数 n、OX-加群の射(morphism)φ: OXn|U → F|U に対して、φの核が有限型である。

環の層 OX が連接層であるとは、それ自身を OX-加群の層とみなしたときに、連接であることとする。環の連接層の重要な例として、複素多様体の正則函数の芽の層やネータースキームの構造層がある。
連接層はいつも、有限表示可能な層である。言い換えると X の各々の点 x は開近傍 U を持ち、F の U 上への制限 F|U が、ある整数 n, m について射 OXn|U → OXm|U の余核と同型になることである。OX が連接層であれば、逆も正しい、つまり有限表示可能な OX 加群の層は連接層である。
{\displaystyle {\mathcal {O}}_{X}}-加群の層 {\displaystyle {\mathcal {F}}} が準連接層とは、局所表示を持っている場合、つまり、X の任意の点 x にたいしその開近傍 U が存在して、次の完全系列が成立する場合のことを言う。
{\displaystyle {\mathcal {O}}^{(I)}|_{U}\to {\mathcal {O}}^{(J)}|_{U}\to {\mathcal {F}}|_{U}\to 0}
ここで、最初の 2つの項は、構造層のコピーの（無限個でもよい）直和である。

## 連接層の例
- ネータースキーム[3] X 上では、構造層 {\displaystyle {\mathcal {O}}_{X}} は連接層である。
- 環付き空間 {\displaystyle X} 上の {\displaystyle {\mathcal {O}}_{X}}-加群 {\displaystyle {\mathcal {F}}} が局所自由(locally free)とは、各々の点 {\displaystyle p\in X} に対し、{\displaystyle p} の開近傍 {\displaystyle U} が存在し、{\displaystyle {\mathcal {F}}|_{U}} が {\displaystyle {\mathcal {O}}_{X}|_{U}}-加群として自由である場合をいう。このことは、{\displaystyle p} での {\displaystyle {\mathcal {F}}} の茎 {\displaystyle {\mathcal {F}}_{p}} が、すべての {\displaystyle p} に対し、{\displaystyle ({\mathcal {O}}_{X})_{p}}-加群として自由であることを意味する。もし {\displaystyle {\mathcal {F}}} も連接であれば、逆も正しい。{\displaystyle {\mathcal {F}}_{p}} がすべての {\displaystyle p\in X} に対し有限ランク {\displaystyle n} であれば、{\displaystyle {\mathcal {F}}} はランク {\displaystyle n} であると言う。
- {\displaystyle X=\operatorname {Spec} (R)} とし、R はネーター環だとする。すると、R 上の有限生成射影加群（英語版）(finitely generated projective module)は局所自由 {\displaystyle {\mathcal {O}}_{X}}-加群とみることができる。（R が次数付き環のときは、Proj構成（英語版）(Proj construction)も参照。）
- 岡の連接定理は、複素多様体上の正則函数の層が環の連接層であるという定理である[3] 。
- ベクトルバンドルの切断の層（スキーム上、もしくは、複素解析空間の上の）は連接層である。
- イデアル層：Z が複素解析空間 X の閉複素部分空間であれば、Z でゼロとなるすべての正則函数の層 IZ/X は連接層である。同様に、閉部分スキーム上でゼロとなる代数多様体の関数(regular functions)の層は連接層である。
- X の閉部分スキームや閉解析的部分空間 Z の構造層 OZ は X 上の連接層である。層 OZ は開集合 X - Z の中の点では（以下に定義する）ファイバー次元がゼロに等しく、Z の中の点では 1 に等しい。

## 性質
(X, OX) 上の連接層の圏はアーベル圏であり、(X, OX) 上の OX 加群のなすアーベル圏の充満部分圏である。
（同様に、環 R 上の有限生成加群の圏も、すべての R-加群の圏の充満アーベル部分圏である。）
R により、大域切断のなす環 Γ(X, OX) を表すとすると、任意の R-加群は自然な方法で OX-加群の準連接層となり、R-加群から準連接層への函手をさだめることができる。しかし一般には、すべての準連接層がこの方法で R-加群から得られるわけではない。座標環 R を持つアフィンスキーム X に対しては、この構成は X 上の R-加群と準連接層の間の圏同値を与える。とくに環 R がネーター環の場合は、連接層は有限生成加群にちょうど対応する。
可換環に関するいくつかの結果は、自然に連接層を使い解釈することができる。例えば中山の補題は、 F が連接層であれば、点 x での F のファイバー Fx⊗OX,xk(x)（剰余体 k(x)上のベクトル空間）がゼロであることと、層 F が x のある開近傍でゼロであることは同値である、と言い換えることができる。このファイバーの k(x) ベクトル空間としての次元を x でのファイバー次元とよぶ。関連する事実として、連接層のファイバー次元は上半連続である。 すなわち、各自然数 n にたいし、ファイバー次元が n 以下になる点のなす集合は開集合になり、とくにある開集合の上では定数になり（したがってその開集合上のベクトルバンドルとみなせる）、その補集合の上ではファイバー次元はそれより大きくなる。
（アフィン、もしくは射影的な）代数多様体 X （もしくはもっと一般的に準コンパクト(quasi-compact)かつ準分離的(quasi-separated)なスキーム）が与えられると、X 上の準連接層の圏はとてもよい性質をもつアーベル圏（グロタンディーク圏、英: Grothendieck category）となる。とくに、準連接層の圏は（連接層の圏とは異なり）充分な単射的対象(enough injectives)を持つ。したがって準連接層の圏を考えることによって層のコホモロジーの理論を機能させることができる。スキーム X は同型を除いて、X 上の準連接層のアーベル圏によって、決定される。

## 連接コホモロジー
連接層の層係数コホモロジー論は、連接コホモロジー(coherent cohomology)と呼ばれる。これは層の主要で最も実りの多い応用の一つで、この結果はただちに古典的な理論と結びついている。
フレシェ空間のコンパクト作用素の定理を使い、カルタンとセールは、コンパクトな複素多様体上では、任意の連接層のコホモロジーは有限次元のベクトル空間になることを証明した。
この結果は、コンパクトケーラー多様体上の局所自由層の場合に、小平邦彦により以前に証明されていたものの拡張であり、GAGA の同値性の証明に重要な役割を果たしている。この定理の代数的な（非常に簡単な）バージョンは、セールにより証明された。この結果の相対的なバージョンは、グロタンディーク(Grothendieck)により代数的な場合に証明され、グラウエルト(Hans Grauert)とレンマート(Reinhold Remmert)が解析的な場合に証明した。例えば、グロタンディークの結果は、f をスキームの固有射としたときに、連接層 F の高次順像 Rif*F が連接層になることを主張する。（この函手Ri f*は層の順像 f* の右導来函手である。）セールの結果は相対的な結果を点への射に適用したものとみなすことができる。
セール双対性を拡張したスキーム理論の双対性は、連接双対性(coherent duality)（もしくはグロタンディークの双対性）と呼ばれる。ある緩やかな有限性条件の下で、代数多様体上のケーラー微分の層 Ω1X は、連接層 である。多様体が滑らかなとき、Ω1X は局所自由層であり、対応するベクトルバンドルは X の余接バンドルである。セール双対性によれば、次元が n である滑らかな射影多様体 X に対し、もっとも次数の高い外積 ΩnX = ΛnΩ1X は、連接層コホモロジーに対し双対対象としてふるまう。